# Raleigh, Carolina de Nord
Raleigh este o municipalitate, un oraș, sediul comitatului Wake și capitala statului Carolina de Nord, Statele Unite ale Americii. Fondat în 1792, orașul care fusese inițial un oraș planificat, a cresut foarte mult în timp întinzându-se astăzi și în comitatul vecin, Durham.
Este centru de învățământ și face parte din Triunghiul de Cercetare din Carolina de Nord.

## Educație
- SKEMA Business School

## Personalități născute aici
- Andrew Johnson (1808 - 1875), fost președinte al Statelor Unite ale Americii;
- Anne Henning (n. 1955), sportivă la patinaj viteză;
- Michael C. Hall (n. 1971), actor;
- David Fox (n. 1971), înotător;
- Liz Vassey (n. 1972), actriță;
- Evan Rachel Wood (n. 1987), actriță.